# Patricio Infante Alfonso
Patricio Infante Alfonso (ur. 9 października 1929 w Santiago, zm. 18 kwietnia 2025) – chilijski duchowny rzymskokatolicki, w latach 1990–2004 arcybiskup Antofagasta.

## Życiorys
Święcenia kapłańskie przyjął 28 czerwca 1953. 7 sierpnia 1984 został prekonizowany biskupem pomocniczym Santiago ze stolicą tytularną Gergis. Sakrę biskupią otrzymał 23 września 1984. 12 grudnia 1990 został mianowany arcybiskupem Antofagasta. 26 listopada 2004 przeszedł na emeryturę.